# Yang Xuanzhi
Yang Xuanzhi (VI wiek) – chiński buddysta tradycji mahajana i pisarz. Niewiele wiadomo o jego życiu. Pochodził prawdopodobnie z Beipingu (ob. Zunhua) w prowincji Hebei i pełnił funkcje urzędnicze. 
Jest autorem dzieła Opis buddyjskich świątyń Luoyangu (洛陽伽藍記, Luòyáng Qiélánji). W tym składającym się z 5 rozdziałów przewodniku przedstawił dokładnie wygląd tytułowej stolicy północnej dynastii Wei. Utwór został napisany około 547 roku i opisuje stan rzeczy nieistniejący już w momencie jego powstania. Pierwotnie Opis składał się z części podstawowej i komentarza autora, jednak w wersji znanej współcześnie, pochodzącej z XVI-wiecznego wydania krytycznego, jest tekstem jednolitym.